# Concacaf Gold Cup 2005
Concacaf Gold Cup 2005 spelades i USA i juli 2005. USA vann turneringen före Panama med Luis Tejada. Efter en final som slutade mållöst, även efter förlängning, kunde USA vinna straffsparkstävlingen med 3-1.
Inbjudna icke-CONCACAF-lag var Colombia och Sydafrika. Spelare som Paulo Wanchope och Amado Guevara tackade nej. Under turneringen flyttades grupp A-matcher i Miami på grund av Orkanen Dennis.

## Nationer
| Direktkvalificerade - Kanada - Mexiko - USA | Inbjudna - Colombia - Sydafrika | Centralamerikanska zonen - Costa Rica - Honduras - Guatemala - Panama | Karibiska zonen - Jamaica - Kuba - Trinidad och Tobago |

## Utslagsfasen
Finalen var de många missarna match. USA dominerade spelet, men Panama hade de starkaste chanserna och brände två straffar och räddade en. USA:s unga lag visade lite respekt.
Under turneringens 25 marcher gjordes 73 mål med ett genomsnitt på 2.93, det högsta sedan 1996. USA:s DaMarcus Beasley gjorde tre mål och vann turneringens guldsko.

## Spelplatser
| Foxborough        | East Rutherford   | Carson            | Los Angeles                   |
| ----------------- | ----------------- | ----------------- | ----------------------------- |
| Gillette Stadium  | Giants Stadium    | Home Depot Center | Los Angeles Memorial Coliseum |
| Kapacitet: 68,756 | Kapacitet: 80,042 | Kapacitet: 27,000 | Kapacitet: 93,607             |
|                   |                   |                   |                               |
| Miami             | Seattle           | Houston           |                               |
| Orange Bowl       | Qwest Field       | Reliant Stadium   |                               |
| Kapacitet: 74,476 | Kapacitet: 67,000 | Kapacitet: 71,500 |                               |
|                   |                   |                   |                               |

## Gruppspel

### Grupp A
| Nr | Lag                 | S | V | O | F | GM | IM | MS | P |
| -- | ------------------- | - | - | - | - | -- | -- | -- | - |
| 1  | Honduras            | 3 | 2 | 1 | 0 | 4  | 2  | +2 | 7 |
| 2  | Panama              | 3 | 1 | 1 | 1 | 3  | 3  | 0  | 4 |
| 3  | Colombia            | 3 | 1 | 0 | 2 | 3  | 3  | 0  | 3 |
| 4  | Trinidad och Tobago | 3 | 0 | 2 | 1 | 3  | 5  | −2 | 2 |

|            | 6 juli 2005 | Colombia | 0 – 1           | Panama          | Orange Bowl                                            |                                                        |
| 19:00 UTC− | 19:00 UTC−  |          | (0 – 0) Rapport | 70′ Luis Tejada | Miami Publik: 10 311 Domare: Carlos Batres (Guatemala) | Miami Publik: 10 311 Domare: Carlos Batres (Guatemala) |
| 19:00 UTC− | 19:00 UTC−  |          |                 |                 | Miami Publik: 10 311 Domare: Carlos Batres (Guatemala) | Miami Publik: 10 311 Domare: Carlos Batres (Guatemala) |
| 19:00 UTC− | 19:00 UTC−  |          |                 |                 | Miami Publik: 10 311 Domare: Carlos Batres (Guatemala) | Miami Publik: 10 311 Domare: Carlos Batres (Guatemala) |

|            | 6 juli 2005 | Trinidad och Tobago | 1 – 1           | Honduras            | Orange Bowl                                            |                                                        |
| 21:00 UTC− | 21:00 UTC−  | Chris Birchall 28′  | (1 – 1) Rapport | 43′ Maynor Figueroa | Miami Publik: 10 311 Domare: Mauricio Navarro (Kanada) | Miami Publik: 10 311 Domare: Mauricio Navarro (Kanada) |
| 21:00 UTC− | 21:00 UTC−  |                     |                 |                     | Miami Publik: 10 311 Domare: Mauricio Navarro (Kanada) | Miami Publik: 10 311 Domare: Mauricio Navarro (Kanada) |
| 21:00 UTC− | 21:00 UTC−  |                     |                 |                     | Miami Publik: 10 311 Domare: Mauricio Navarro (Kanada) | Miami Publik: 10 311 Domare: Mauricio Navarro (Kanada) |

|            | 10 juli 2005 | Honduras                  | 2 – 1           | Colombia           | Orange Bowl                                                   |                                                               |
| 19:00 UTC− | 19:00 UTC−   | Wilmer Velásquez 79′, 82′ | (0 – 1) Rapport | 30′ Tressor Moreno | Miami Publik: 17 292 Domare: Marco Antonio Rodríguez (Mexiko) | Miami Publik: 17 292 Domare: Marco Antonio Rodríguez (Mexiko) |
| 19:00 UTC− | 19:00 UTC−   |                           |                 |                    | Miami Publik: 17 292 Domare: Marco Antonio Rodríguez (Mexiko) | Miami Publik: 17 292 Domare: Marco Antonio Rodríguez (Mexiko) |
| 19:00 UTC− | 19:00 UTC−   |                           |                 |                    | Miami Publik: 17 292 Domare: Marco Antonio Rodríguez (Mexiko) | Miami Publik: 17 292 Domare: Marco Antonio Rodríguez (Mexiko) |

|            | 10 juli 2005 | Panama               | 2 – 2           | Trinidad och Tobago                 | Orange Bowl                                              |                                                          |
| 21:00 UTC− | 21:00 UTC−   | Luis Tejada 24′, 90′ | (1 – 1) Rapport | 17′ Marvin Andrews 90′ Cornell Glen | Miami Publik: 17 292 Domare: Enrico Wijngaarde (Surinam) | Miami Publik: 17 292 Domare: Enrico Wijngaarde (Surinam) |
| 21:00 UTC− | 21:00 UTC−   |                      |                 |                                     | Miami Publik: 17 292 Domare: Enrico Wijngaarde (Surinam) | Miami Publik: 17 292 Domare: Enrico Wijngaarde (Surinam) |
| 21:00 UTC− | 21:00 UTC−   |                      |                 |                                     | Miami Publik: 17 292 Domare: Enrico Wijngaarde (Surinam) | Miami Publik: 17 292 Domare: Enrico Wijngaarde (Surinam) |

|            | 12 juli 2005 | Colombia                            | 2 – 0           | Trinidad och Tobago | Orange Bowl                                                  |                                                              |
| 17:00 UTC− | 17:00 UTC−   | Abel Aguilar 77′ Héctor Hurtado 79′ | (0 – 0) Rapport |                     | Miami Publik: 8 457 Domare: Marco Antonio Rodríguez (Mexiko) | Miami Publik: 8 457 Domare: Marco Antonio Rodríguez (Mexiko) |
| 17:00 UTC− | 17:00 UTC−   |                                     |                 |                     | Miami Publik: 8 457 Domare: Marco Antonio Rodríguez (Mexiko) | Miami Publik: 8 457 Domare: Marco Antonio Rodríguez (Mexiko) |
| 17:00 UTC− | 17:00 UTC−   |                                     |                 |                     | Miami Publik: 8 457 Domare: Marco Antonio Rodríguez (Mexiko) | Miami Publik: 8 457 Domare: Marco Antonio Rodríguez (Mexiko) |

|            | 12 juli 2005 | Honduras             | 1 – 0           | Panama | Orange Bowl                                             |                                                         |
| 19:00 UTC− | 19:00 UTC−   | Samuel Caballero 80′ | (0 – 0) Rapport |        | Miami Publik: 8 457 Domare: Enrico Wijngaarde (Surinam) | Miami Publik: 8 457 Domare: Enrico Wijngaarde (Surinam) |
| 19:00 UTC− | 19:00 UTC−   |                      |                 |        | Miami Publik: 8 457 Domare: Enrico Wijngaarde (Surinam) | Miami Publik: 8 457 Domare: Enrico Wijngaarde (Surinam) |
| 19:00 UTC− | 19:00 UTC−   |                      |                 |        | Miami Publik: 8 457 Domare: Enrico Wijngaarde (Surinam) | Miami Publik: 8 457 Domare: Enrico Wijngaarde (Surinam) |

### Grupp B
| Nr | Lag        | S | V | O | F | GM | IM | MS | P |
| -- | ---------- | - | - | - | - | -- | -- | -- | - |
| 1  | USA        | 3 | 2 | 1 | 0 | 6  | 1  | +5 | 7 |
| 2  | Costa Rica | 3 | 2 | 1 | 0 | 4  | 1  | +3 | 7 |
| 3  | Kanada     | 3 | 1 | 0 | 2 | 2  | 4  | −2 | 3 |
| 4  | Kuba       | 3 | 0 | 0 | 3 | 3  | 9  | −6 | 0 |

|            | 7 juli 2005 | Kanada | 0 – 1           | Costa Rica     | Qwest Field                                                |                                                            |
| 17:30 UTC− | 17:30 UTC−  |        | (0 – 1) Rapport | 30′ Jafet Soto | Seattle Publik: 15 831 Domare: Peter Prendergast (Jamaica) | Seattle Publik: 15 831 Domare: Peter Prendergast (Jamaica) |
| 17:30 UTC− | 17:30 UTC−  |        |                 |                | Seattle Publik: 15 831 Domare: Peter Prendergast (Jamaica) | Seattle Publik: 15 831 Domare: Peter Prendergast (Jamaica) |
| 17:30 UTC− | 17:30 UTC−  |        |                 |                | Seattle Publik: 15 831 Domare: Peter Prendergast (Jamaica) | Seattle Publik: 15 831 Domare: Peter Prendergast (Jamaica) |

|            | 7 juli 2005 | Kuba            | 1 – 4           | USA                                                            | Qwest Field                                           |                                                       |
| 19:30 UTC− | 19:30 UTC−  | Lester Moré 18′ | (1 – 1) Rapport | 44′ Clint Dempsey 87′, 90′ Landon Donovan 89′ DaMarcus Beasley | Seattle Publik: 15 831 Domare: José Pineda (Honduras) | Seattle Publik: 15 831 Domare: José Pineda (Honduras) |
| 19:30 UTC− | 19:30 UTC−  |                 |                 |                                                                | Seattle Publik: 15 831 Domare: José Pineda (Honduras) | Seattle Publik: 15 831 Domare: José Pineda (Honduras) |
| 19:30 UTC− | 19:30 UTC−  |                 |                 |                                                                | Seattle Publik: 15 831 Domare: José Pineda (Honduras) | Seattle Publik: 15 831 Domare: José Pineda (Honduras) |

|            | 9 juli 2005 | Kuba                                   | 3 – 1           | Costa Rica         | Qwest Field                                              |                                                          |
| 11:30 UTC− | 11:30 UTC−  | Randall Brenes 61′, 85′ Jafet Soto 85′ | (0 – 0) Rapport | 72′ Maykel Galindo | Seattle Publik: 15 109 Domare: Benito Archundia (Mexiko) | Seattle Publik: 15 109 Domare: Benito Archundia (Mexiko) |
| 11:30 UTC− | 11:30 UTC−  |                                        |                 |                    | Seattle Publik: 15 109 Domare: Benito Archundia (Mexiko) | Seattle Publik: 15 109 Domare: Benito Archundia (Mexiko) |
| 11:30 UTC− | 11:30 UTC−  |                                        |                 |                    | Seattle Publik: 15 109 Domare: Benito Archundia (Mexiko) | Seattle Publik: 15 109 Domare: Benito Archundia (Mexiko) |

|            | 9 juli 2005 | USA                                            | 2 – 0           | Kanada | Qwest Field                                                      |                                                                  |
| 13:30 UTC− | 13:30 UTC−  | Atiba Hutchinson 48′ (sjm.) Landon Donovan 90′ | (0 – 0) Rapport |        | Seattle Publik: 15 109 Domare: Neal Brizan (Trinidad och Tobago) | Seattle Publik: 15 109 Domare: Neal Brizan (Trinidad och Tobago) |
| 13:30 UTC− | 13:30 UTC−  |                                                |                 |        | Seattle Publik: 15 109 Domare: Neal Brizan (Trinidad och Tobago) | Seattle Publik: 15 109 Domare: Neal Brizan (Trinidad och Tobago) |
| 13:30 UTC− | 13:30 UTC−  |                                                |                 |        | Seattle Publik: 15 109 Domare: Neal Brizan (Trinidad och Tobago) | Seattle Publik: 15 109 Domare: Neal Brizan (Trinidad och Tobago) |

|            | 12 juli 2005 | USA | 0 – 0   | Costa Rica | Gillette Stadium                                            |                                                             |
| 19:00 UTC− | 19:00 UTC−   |     | Rapport |            | Foxborough Publik: 15 211 Domare: Benito Archundia (Mexiko) | Foxborough Publik: 15 211 Domare: Benito Archundia (Mexiko) |
| 19:00 UTC− | 19:00 UTC−   |     |         |            | Foxborough Publik: 15 211 Domare: Benito Archundia (Mexiko) | Foxborough Publik: 15 211 Domare: Benito Archundia (Mexiko) |
| 19:00 UTC− | 19:00 UTC−   |     |         |            | Foxborough Publik: 15 211 Domare: Benito Archundia (Mexiko) | Foxborough Publik: 15 211 Domare: Benito Archundia (Mexiko) |

|            | 12 juli 2005 | Kanada                             | 2 –1            | Kuba                | Gillette Stadium                           |                                            |
| 21:00 UTC− | 21:00 UTC−   | Ali Gerba 69′ Atiba Hutchinson 87′ | (0 – 0) Rapport | 90′ Alain Cervantes | Foxborough Domare: Roberto Moreno (Panama) | Foxborough Domare: Roberto Moreno (Panama) |
| 21:00 UTC− | 21:00 UTC−   |                                    |                 |                     | Foxborough Domare: Roberto Moreno (Panama) | Foxborough Domare: Roberto Moreno (Panama) |
| 21:00 UTC− | 21:00 UTC−   |                                    |                 |                     | Foxborough Domare: Roberto Moreno (Panama) | Foxborough Domare: Roberto Moreno (Panama) |

### Grupp C
| Nr | Lag       | S | V | O | F | GM | IM | MS | P |
| -- | --------- | - | - | - | - | -- | -- | -- | - |
| 1  | Mexiko    | 3 | 2 | 0 | 1 | 6  | 2  | +4 | 6 |
| 2  | Sydafrika | 3 | 1 | 2 | 0 | 6  | 5  | +1 | 5 |
| 3  | Jamaica   | 3 | 1 | 1 | 1 | 7  | 7  | 0  | 4 |
| 4  | Guatemala | 3 | 0 | 1 | 2 | 4  | 9  | −5 | 1 |

|            | 8 juli 2005 | Sydafrika                            | 2 – 1           | Mexiko                         | The Home Depot Center                                       |                                                             |
| 19:00 UTC− | 19:00 UTC−  | Phil Evans 28′ Elrio van Heerden 41′ | (2 – 0) Rapport | 83′ Francisco Javier Rodríguez | Carson Publik: 27 000 Domare: Rodolfo Sibrian (El Salvador) | Carson Publik: 27 000 Domare: Rodolfo Sibrian (El Salvador) |
| 19:00 UTC− | 19:00 UTC−  |                                      |                 |                                | Carson Publik: 27 000 Domare: Rodolfo Sibrian (El Salvador) | Carson Publik: 27 000 Domare: Rodolfo Sibrian (El Salvador) |
| 19:00 UTC− | 19:00 UTC−  |                                      |                 |                                | Carson Publik: 27 000 Domare: Rodolfo Sibrian (El Salvador) | Carson Publik: 27 000 Domare: Rodolfo Sibrian (El Salvador) |

|            | 8 juli 2005 | Guatemala                 | 3 – 4           | Jamaica                                                               | The Home Depot Center                          |                                                |
| 21:00 UTC− | 21:00 UTC−  | Carlos Ruiz 11′, 45′, 87′ | (2 – 3) Rapport | 3′ Luton Shelton 5′ Ricardo Fuller 45′ Andy Williams 57′ Jermaine Hue | Carson Publik: 27 000 Domare: Brian Hall (USA) | Carson Publik: 27 000 Domare: Brian Hall (USA) |
| 21:00 UTC− | 21:00 UTC−  |                           |                 |                                                                       | Carson Publik: 27 000 Domare: Brian Hall (USA) | Carson Publik: 27 000 Domare: Brian Hall (USA) |
| 21:00 UTC− | 21:00 UTC−  |                           |                 |                                                                       | Carson Publik: 27 000 Domare: Brian Hall (USA) | Carson Publik: 27 000 Domare: Brian Hall (USA) |

|            | 10 juli 2005 | Mexiko                                                    | 4 – 0           | Guatemala | Los Angeles Memorial Coliseum                            |                                                          |
| 12:00 UTC− | 12:00 UTC−   | Jared Borgetti 5′, 14′ Gerardo Galindo 54′ Omar Bravo 65′ | (2 – 0) Rapport |           | Los Angeles Publik: 30 710 Domare: Óscar Ruiz (Colombia) | Los Angeles Publik: 30 710 Domare: Óscar Ruiz (Colombia) |
| 12:00 UTC− | 12:00 UTC−   |                                                           |                 |           | Los Angeles Publik: 30 710 Domare: Óscar Ruiz (Colombia) | Los Angeles Publik: 30 710 Domare: Óscar Ruiz (Colombia) |
| 12:00 UTC− | 12:00 UTC−   |                                                           |                 |           | Los Angeles Publik: 30 710 Domare: Óscar Ruiz (Colombia) | Los Angeles Publik: 30 710 Domare: Óscar Ruiz (Colombia) |

|            | 10 juli 2005 | Guatemala                                               | 3 – 3           | Sydafrika                                                        | Los Angeles Memorial Coliseum                        |                                                      |
| 14:00 UTC− | 14:00 UTC−   | Jermaine Hue 35′ Damion Stewart 45′ Teafore Bennett 80′ | (2 – 2) Rapport | 35′ Abram Raselemane 41′ Lungisani Ndlela 56′ Siyabonga Nomvethe | Los Angeles Publik: 30 710 Domare: Kevin Stott (USA) | Los Angeles Publik: 30 710 Domare: Kevin Stott (USA) |
| 14:00 UTC− | 14:00 UTC−   |                                                         |                 |                                                                  | Los Angeles Publik: 30 710 Domare: Kevin Stott (USA) | Los Angeles Publik: 30 710 Domare: Kevin Stott (USA) |
| 14:00 UTC− | 14:00 UTC−   |                                                         |                 |                                                                  | Los Angeles Publik: 30 710 Domare: Kevin Stott (USA) | Los Angeles Publik: 30 710 Domare: Kevin Stott (USA) |

|            | 13 juli 2005 | Guatemala          | 1 – 1           | Sydafrika           | Reliant Stadium                                  |                                                  |
| 19:00 UTC− | 19:00 UTC−   | Gonzalo Romero 37′ | (1 – 1) Rapport | 45′ Siyabonga Nkosi | Houston Publik: 45 311 Domare: Kevin Stott (USA) | Houston Publik: 45 311 Domare: Kevin Stott (USA) |
| 19:00 UTC− | 19:00 UTC−   |                    |                 |                     | Houston Publik: 45 311 Domare: Kevin Stott (USA) | Houston Publik: 45 311 Domare: Kevin Stott (USA) |
| 19:00 UTC− | 19:00 UTC−   |                    |                 |                     | Houston Publik: 45 311 Domare: Kevin Stott (USA) | Houston Publik: 45 311 Domare: Kevin Stott (USA) |

|            | 13 juli 2005 | Mexiko             | 1 – 0           | Jamaica | Reliant Stadium                                            |                                                            |
| 21:00 UTC− | 21:00 UTC−   | Alberto Medina 19′ | (0 – 0) Rapport |         | Houston Publik: 45 311 Domare: Walter Quesada (Costa Rica) | Houston Publik: 45 311 Domare: Walter Quesada (Costa Rica) |
| 21:00 UTC− | 21:00 UTC−   |                    |                 |         | Houston Publik: 45 311 Domare: Walter Quesada (Costa Rica) | Houston Publik: 45 311 Domare: Walter Quesada (Costa Rica) |
| 21:00 UTC− | 21:00 UTC−   |                    |                 |         | Houston Publik: 45 311 Domare: Walter Quesada (Costa Rica) | Houston Publik: 45 311 Domare: Walter Quesada (Costa Rica) |

### Ranking av grupptreor
| Nr | Lag (grupp)  | S | V | O | F | GM | IM | MS | P |
| -- | ------------ | - | - | - | - | -- | -- | -- | - |
| 1  | Jamaica (C)  | 3 | 1 | 1 | 1 | 7  | 7  | 0  | 4 |
| 2  | Colombia (A) | 3 | 1 | 0 | 2 | 3  | 3  | 0  | 3 |
| 3  | Kanada (B)   | 3 | 1 | 0 | 2 | 2  | 4  | −2 | 3 |

## Slutspel

### Slutspelsträd
|  | Kvartsfinaler | Kvartsfinaler |            |       | Semifinaler | Semifinaler |  |  | Final | Final |
|  |               |               |            |       |             |             |  |  |       |       |
|  | 16 juli       |               |            |       |             |             |  |  |       |       |
|  |               |               |            |       |             |             |  |  |       |       |
|  | Honduras      | 3             |            |       |             |             |  |  |       |       |
|  | Honduras      | 3             | 21 juli    |       |             |             |  |  |       |       |
|  | Costa Rica    | 2             |            |       |             |             |  |  |       |       |
|  | Costa Rica    | 2             | Honduras   | 1     |             |             |  |  |       |       |
|  | 16 juli       |               | Honduras   | 1     |             |             |  |  |       |       |
|  |               | USA           | 2          |       |             |             |  |  |       |       |
|  | USA           | USA           | 2          | 3     |             |             |  |  |       |       |
|  | USA           |               | 24 juli    | 3     |             |             |  |  |       |       |
|  | Jamaica       | 1             |            |       |             |             |  |  |       |       |
|  | Jamaica       | 1             | USA (str.) | 0 (3) |             |             |  |  |       |       |
|  | 17 juli       |               | USA (str.) | 0 (3) |             |             |  |  |       |       |
|  |               | Panama        | 0 (1)      |       |             |             |  |  |       |       |
|  | Mexiko        | Panama        | 0 (1)      | 1     |             |             |  |  |       |       |
|  | Mexiko        | 21 juli       |            | 1     |             |             |  |  |       |       |
|  | Colombia      | 2             |            |       |             |             |  |  |       |       |
|  | Colombia      | 2             | Colombia   | 2     |             |             |  |  |       |       |
|  | 17 juli       |               | Colombia   | 2     |             |             |  |  |       |       |
|  |               | Panama        | 3          |       |             |             |  |  |       |       |
|  | Sydafrika     | Panama        | 3          | 1 (3) |             |             |  |  |       |       |
|  | Sydafrika     |               |            | 1 (3) |             |             |  |  |       |       |
|  | Panama (str.) | 1 (5)         |            |       |             |             |  |  |       |       |
|  | Panama (str.) | 1 (5)         |            |       |             |             |  |  |       |       |

### Kvartsfinaler
|            | 16 juli 2005 | Honduras                                                | 3 – 2           | Costa Rica                           | Gillette Stadium                                            |                                                             |
| 13:00 UTC− | 13:00 UTC−   | Wilmer Velasquez 6′ Danilo Turcios 27′ Milton Núñez 29′ | (3 – 1) Rapport | 39′ Christian Bolaños 81′ Bryan Ruiz | Foxborough Publik: 22 108 Domare: Benito Archundia (Mexiko) | Foxborough Publik: 22 108 Domare: Benito Archundia (Mexiko) |
| 13:00 UTC− | 13:00 UTC−   |                                                         |                 |                                      | Foxborough Publik: 22 108 Domare: Benito Archundia (Mexiko) | Foxborough Publik: 22 108 Domare: Benito Archundia (Mexiko) |
| 13:00 UTC− | 13:00 UTC−   |                                                         |                 |                                      | Foxborough Publik: 22 108 Domare: Benito Archundia (Mexiko) | Foxborough Publik: 22 108 Domare: Benito Archundia (Mexiko) |

|            | 16 juli 2005 | USA                                     | 3 – 1           | Jamaica            | Gillette Stadium                                                    |                                                                     |
| 16:00 UTC− | 16:00 UTC−   | Josh Wolff 6′ DaMarcus Beasley 42′, 83′ | (2 – 0) Rapport | 88′ Ricardo Fuller | Foxborough Publik: 22 108 Domare: Carlos Alberto Batres (Guatemala) | Foxborough Publik: 22 108 Domare: Carlos Alberto Batres (Guatemala) |
| 16:00 UTC− | 16:00 UTC−   |                                         |                 |                    | Foxborough Publik: 22 108 Domare: Carlos Alberto Batres (Guatemala) | Foxborough Publik: 22 108 Domare: Carlos Alberto Batres (Guatemala) |
| 16:00 UTC− | 16:00 UTC−   |                                         |                 |                    | Foxborough Publik: 22 108 Domare: Carlos Alberto Batres (Guatemala) | Foxborough Publik: 22 108 Domare: Carlos Alberto Batres (Guatemala) |

|            | 17 juli 2005 | Mexiko             | 1 – 2           | Colombia                              | Reliant Stadium                                              |                                                              |
| 15:00 UTC− | 15:00 UTC−   | Gonzalo Pineda 64′ | (0 – 0) Rapport | 58′ Jaime Castrillón 74′ Abel Aguilar | Houston Publik: 60 050 Domare: Rodolfo Sibrian (El Salvador) | Houston Publik: 60 050 Domare: Rodolfo Sibrian (El Salvador) |
| 15:00 UTC− | 15:00 UTC−   |                    |                 |                                       | Houston Publik: 60 050 Domare: Rodolfo Sibrian (El Salvador) | Houston Publik: 60 050 Domare: Rodolfo Sibrian (El Salvador) |
| 15:00 UTC− | 15:00 UTC−   |                    |                 |                                       | Houston Publik: 60 050 Domare: Rodolfo Sibrian (El Salvador) | Houston Publik: 60 050 Domare: Rodolfo Sibrian (El Salvador) |

|            | 17 juli 2005 | Sydafrika                                                | 0000 1 – 1 (e.fl.)         | Panama                                                                             | Reliant Stadium                                            |                                                            |
| 18:00 UTC− | 18:00 UTC−   | Lungisani Ndlela 68′                                     | (0 – 0) Rapport            | 48′ Jorge Dely Valdés                                                              | Houston Publik: 60 050 Domare: Peter Prendergast (Jamaica) | Houston Publik: 60 050 Domare: Peter Prendergast (Jamaica) |
| 18:00 UTC− | 18:00 UTC−   |                                                          |                            |                                                                                    | Houston Publik: 60 050 Domare: Peter Prendergast (Jamaica) | Houston Publik: 60 050 Domare: Peter Prendergast (Jamaica) |
| 18:00 UTC− | 18:00 UTC−   | Philip Evans Siboniso Gaxa Ricardo Katza Lucky Lekgwathi | Straffsparksläggning 3 – 5 | Luis Tejada Ángel Luis Rodríguez Felipe Baloy Alberto Blanco Gabriel Enrique Gómez | Houston Publik: 60 050 Domare: Peter Prendergast (Jamaica) | Houston Publik: 60 050 Domare: Peter Prendergast (Jamaica) |

### Semifinaler
|            | 21 juli 2005 | Honduras          | 1 – 2           | USA                                  | Giants Stadium                                                     |                                                                    |
| 18:00 UTC− | 18:00 UTC−   | Iván Guerrero 30′ | (0 – 0) Rapport | 86′ John O'Brien 90+2′ Oguchi Onyewu | East Rutherford Publik: 41 721 Domare: Peter Prendergast (Jamaica) | East Rutherford Publik: 41 721 Domare: Peter Prendergast (Jamaica) |
| 18:00 UTC− | 18:00 UTC−   |                   |                 |                                      | East Rutherford Publik: 41 721 Domare: Peter Prendergast (Jamaica) | East Rutherford Publik: 41 721 Domare: Peter Prendergast (Jamaica) |
| 18:00 UTC− | 18:00 UTC−   |                   |                 |                                      | East Rutherford Publik: 41 721 Domare: Peter Prendergast (Jamaica) | East Rutherford Publik: 41 721 Domare: Peter Prendergast (Jamaica) |

|            | 21 juli 2005 | Colombia              | 2 – 3           | Panama                                          | Giants Stadium                                                       |                                                                      |
| 21:00 UTC− | 21:00 UTC−   | Jairo Patiño 62′, 88′ | (0 – 2) Rapport | 11′, 72′ Ricardo Phillips 26′ Jorge Dely Valdés | East Rutherford Publik: 41 721 Domare: Rodolfo Sibrian (El Salvador) | East Rutherford Publik: 41 721 Domare: Rodolfo Sibrian (El Salvador) |
| 21:00 UTC− | 21:00 UTC−   |                       |                 |                                                 | East Rutherford Publik: 41 721 Domare: Rodolfo Sibrian (El Salvador) | East Rutherford Publik: 41 721 Domare: Rodolfo Sibrian (El Salvador) |
| 21:00 UTC− | 21:00 UTC−   |                       |                 |                                                 | East Rutherford Publik: 41 721 Domare: Rodolfo Sibrian (El Salvador) | East Rutherford Publik: 41 721 Domare: Rodolfo Sibrian (El Salvador) |

### Final
|            | 24 juli 2005 | USA                                                    | 0000 0 – 0 (e.fl.)         | Panama                                                    | Giants Stadium                                                           |                                                                          |
| 15:00 UTC− | 15:00 UTC−   |                                                        | Rapport                    |                                                           | East Rutherford Publik: 31 018 Domare: Carlos Alberto Batres (Guatemala) | East Rutherford Publik: 31 018 Domare: Carlos Alberto Batres (Guatemala) |
| 15:00 UTC− | 15:00 UTC−   |                                                        |                            |                                                           | East Rutherford Publik: 31 018 Domare: Carlos Alberto Batres (Guatemala) | East Rutherford Publik: 31 018 Domare: Carlos Alberto Batres (Guatemala) |
| 15:00 UTC− | 15:00 UTC−   | Santino Quaranta Chris Armas Landon Donovan Brad Davis | Straffsparksläggning 3 – 1 | Luis Tejada Jorge Dely Valdés Felipe Baloy Alberto Blanco | East Rutherford Publik: 31 018 Domare: Carlos Alberto Batres (Guatemala) | East Rutherford Publik: 31 018 Domare: Carlos Alberto Batres (Guatemala) |

## Skytteligan
| Tre mål - DaMarcus Beasley (Vinnare av Guldskon) - Landon Donovan - Carlos Ruiz - Wilmer Velasquez - Luis Tejada Två mål - Abel Aguilar - Jairo Patiño - Randall Brenes - Ricardo Fuller - Jermaine Hue - Jared Borgetti - Jorge Dely Valdés - Ricardo Phillips - Lungisani Ndlela Ett mål - Ali Gerba - Atiba Hutchinson - Jaime Castrillon - Hector Hugo Hurtado - Tressor Moreno - Christian Bolaños - Bryan Ruiz - Alain Cervantes | - Maykel Galindo - Lester More - Gonzalo Romero - Samuel Caballero - Mario Ivan Guerrero - Maynor Figueroa - Milton Núñez - Danilo Turcios - Teafore Bennett - Luton Shelton - Damion Stewart - Andy Williams - Omar Bravo - Gonzalo Pineda - Alberto Medina - Francisco Rodríguez - Philip Evans - Elrio Van Heerden - Solace Nkosi - Siyabango Nomvete - Abram Raselemane - Marvin Andrews - Chris Birchall - Cornell Glen - Clint Dempsey - John O'Brien - Oguchi Onyewu - Josh Wolff |

## Priser och utmärkelser
Most Valuable Player
- Luis Tejada

Top Goalkeeper
- Jaime Penedo

Fair Play-priset
- Honduras

All Star-laget
- G -  Jaime Penedo
- D -  Felipe Baloy
- D -  Samuel Caballero
- D -  Oguchi Onyewu
- M -  DaMarcus Beasley
- M -  Landon Donovan
- M -  Jairo Patiño
- M -  Luis Ernesto Pérez
- F -  Tressor Moreno
- F -  Luis Tejada
- F -  Wilmer Velasquez

Hederspriser
- G -  Kasey Keller
- D -  Tyrone Marshall
- D -  Michael Umaña
- M -  Philip Evans
- M -  John O'Brien
- F -  Jorge Dely Valdés
- F -  Jafet Soto

## Lagstatistik
| Lag                   | S | V | O | F | GM | IM | MS | P  |
| --------------------- | - | - | - | - | -- | -- | -- | -- |
| F USA                 | 6 | 4 | 2 | 0 | 11 | 3  | +8 | 14 |
| F Panama              | 6 | 2 | 3 | 1 | 7  | 6  | +1 | 9  |
| S Honduras            | 5 | 3 | 1 | 1 | 8  | 6  | +2 | 10 |
| S Colombia            | 5 | 2 | 0 | 3 | 7  | 7  | 0  | 6  |
| K Costa Rica          | 4 | 2 | 1 | 1 | 6  | 4  | +2 | 7  |
| K Mexiko              | 4 | 2 | 0 | 2 | 7  | 4  | +3 | 6  |
| K Sydafrika           | 4 | 1 | 3 | 0 | 7  | 6  | +1 | 6  |
| K Jamaica             | 4 | 1 | 1 | 2 | 8  | 10 | −2 | 4  |
| 1 Kanada              | 3 | 1 | 0 | 2 | 2  | 4  | −2 | 3  |
| 1 Trinidad och Tobago | 3 | 0 | 2 | 1 | 3  | 5  | −2 | 2  |
| 1 Guatemala           | 3 | 0 | 1 | 2 | 4  | 9  | −5 | 1  |
| 1 Kuba                | 3 | 0 | 0 | 3 | 3  | 9  | −6 | 0  |